# Peter Steffes
Peter Steffes, né le 5 mai 1907 à Herbesthal et mort vers 1992 à Cologne, est un coureur cycliste allemand.

## Biographie
En 1926, Peter Steffes devient champion d'Allemagne de poursuite par équipe avec l'équipe du RC Adler Köln (de) , composée de lui-même, de Paul Oszmella, Mathias Engel, Viktor Rausch (de) et Jean Schorn. En juillet de la même année, il participe au Grand Prix de Paris amateur gagné par Mathias Engel.
En 1927, il se classe troisième de la vitesse amateur aux championnats du monde sur piste de 1927 à Cologne,. La presse annonce qu'il deviendra, comme  Mathias Engel, professionnel en 1928 mais ils refusent et démissionnent. La fédération allemande leur retire leurs licences amateur puis refuse leurs réadmissions.
Il devient professionnel en 1928. En janvier 1929, il participe au match France-Allemagne au Vél d'Hiv,,. Il remporte le titre de champion d'Allemagne de vitesse en 1930 et 1931, deuxième en 1932 derrière  Mathias Engel et monte sur le podium les années suivantes jusqu'en 1936.
Après la fin de sa carrière cycliste, Steffes travaille comme manager. Après la Seconde Guerre mondiale, il aurait connu la prospérité grâce au marché noir, à la vente de marchandises de contrebande et dans le commerce d'objets de valeur pris à des juifs français victimes du pogrom nazi avec Werner Miethe, pendant la guerre. Finalement, il fonde une société de Machine à sous à Cologne et se lance dans les courses de chevaux comme passe-temps.

## Arrestation d'Albert Richter
Lors d'enquêtes en 1966, sur l'arrestation d'Albert Richter, champion du monde de vitesse amateur en 1932 et mort en 1940 à la prison de Lörrach  vraisemblablement tué par la Gestapo, Steffes est cité comme l'une des nombreuses personnes soupçonnées d'avoir trahi Richter en le dénonçant à la Gestapo. La raison supposée de cette trahison serait que Steffes aurait aimé s'occuper de Richter, mais il continuait à être dirigé par Ernst Berliner (de), qui avait émigré aux Pays-Bas, et arrêter Richter à la frontière aurait pu servir de moyen d'exercer une pression.
En 1989, Steffes et sa femme Trude sont interviewés pour le documentaire À la recherche d' Albert Richter,. Dans cette interview, Trude Steffes qualifie Ernst Berliner (de), l'entraîneur de Richter, de "bâtard", les Steffes sont les seules des connaissances de Richter à insister sur l'allégation diffusée par la direction sportive nazie selon laquelle Richter s'était suicidé en prison. Ils déclarent « Richter était un garçon courageux, décent et naïf qui a perdu son sang-froid ». Trude Steffes ajoute « Malheureusement, nous avons appris qu'il avait été libéré et nous n'avions pas à nous inquiéter. Cela nous a été confirmé à l'époque ». La famille de Richter, Ernst Berliner et d'autres amis, en revanche, ont toujours catégoriquement exclu le suicide comme cause de décès. L'attitude de Steffes devant les caméras ne laisserait aucun doute dans l'esprit des téléspectateurs que sa conscience n'était pas claire sur la question. La théorie la plus couramment admise est que Viktor Brack, agissant sur des informations de Werner Miethe ou de Steffes, avait donné l'ordre de l'arrestation et de l'exécution du plus grand cycliste sur piste allemand.
L'historien, Pierre Chany, pense que Richter faisait de la contrebande. Miethe ou Steffes voulaient voir Berliner et c'est pourquoi Berliner et sa famille ont fui vers les Pays-Bas. Berliner et Richter sont restés en contact. Miethe et Steffes le savaient. Richter semblait avoir confiance en Steffes et pourrait même lui avoir parlé de l'argent destinée à un ami juif réfugié à l’étranger qu'il détenait au moment de son arrestation.

## Palmarès

### Championnats du monde
- Cologne 1927
  -  Médaillé de bronze de la vitesse

### Championnats nationaux
- Champion d'Allemagne de poursuite par équipes en 1926
- Champion d'Allemagne de vitesse : 1930[10], 1931[11]

### Grands Prix
- Grand Prix de vitesse du Tour de Belgique à Bruxelles 1932[17].
- Grand Prix d'Europe à Bruxelles[18].